# Dolores (Uruguay)
Dolores è una città dell'Uruguay, situata nel Dipartimento di Soriano. È conosciuta come la capitale del grano per lo storico legame del territorio con l'agricoltura.

## Geografia
Dolores è situata sulla sponda sinistra del fiume San Salvador, pochi chilometri a valle della sua confluenza nell'Uruguay. La città sorga a 273 km a nord-ovest della capitale nazionale Montevideo.

## Storia
L'attuale città fu fondata nel 1801 e prosperò grazie all'agricoltura e all'industria della carne.
Il 6 dicembre 2012 la città fu colpita da un tornado che causò tre morti. Il 15 aprile 2016 Dolores fu devastata da un tornado EF3-EF4 che provocò sette morti ed oltre 250 feriti.

## Monumenti e luoghi d'interesse
- Chiesa di Nostra Signora dei Dolori

## Infrastrutture e trasporti
Dolores è attraversata dalla strada 21 che unisce la cittadina portuale di Colonia del Sacramento con Mercedes.